# Simone Susskind
Pour les articles homonymes, voir Susskind.
La baronne Simone Weinberger, veuve de David Susskind, née le 19 octobre 1947 à Bruxelles, est une femme politique belge bruxelloise francophone, membre du Parti socialiste. Elle est également secrétaire générale puis présidente du Centre communautaire laïc juif de 1980 à 1996.

## Biographie
Elle est licenciée en sciences sociales et candidate en sciences économiques (ULB) ; sociologue; membre du CA de la RTBF (1992-96).
Elle fut présidente du Centre communautaire laïc juif (1985-1995); Femme de l’Année en 1991; présidente-fondatrice des Actions in the Mediterranean pour le dialogue entre Israël et les Palestiniens ainsi que judéo-arabe en Belgique ; militante de la paix entre Israéliens et Palestiniens, des droits des femmes et des droits de l’Homme ; vice-présidente du projet Music Fund, qui promeut la coopération dans le domaine de l'enseignement de la musique et a pour but de collecter des instruments de musique pour les distribuer aux jeunes dans des pays en conflit ; membre du bureau du Parti socialiste belge depuis 2000; membre (2004) du cabinet de Laurette Onkelinx, vice première ministre et ministre de la Justice belge.
Militante pour la paix et le dialogue entre Israéliens et Palestiniens, elle défend la solution à deux États, le retour aux frontières tracées par l’ONU et le retrait des colonies. En 2009, elle organise au côté de Pierre Galand une manifestation qui visait à appeler l'Union européenne à exiger la levée du blocus de la bande de Gaza et des sanctions contre l’État israélien,. Elle organise avec Leila Shahid des rencontres entre élèves palestiniens, israéliens et européens « pour remettre en cause ces stéréotypes sur lesquels croissent la haine et la guerre ». Pour faire évoluer la situation, elle estime aussi qu'« il faut refuser de contribuer à la colonisation et à l’occupation, de quelque manière que ce soit, et d’abord en frappant « là où ça fait mal », c’est-à-dire la dimension économique [des colonies ».

## Distinctions
- Docteure Honoris Causa de l'ULB (2000)
- Faite baronne par le Roi Albert II (2012).

## Carrière politique
- 2014- : députée bruxelloise.
- 2017- : sénatrice